# Galagania ferganensis
Galagania ferganensis är en flockblommig växtart som först beskrevs av Jevgenij Korovin, och fick sitt nu gällande namn av M.G.Vassiljeva och Pimenov. Galagania ferganensis ingår i släktet Galagania och familjen flockblommiga växter. Inga underarter finns listade i Catalogue of Life.